# مه‌آفرید امیرخسروی
مَه‌آفرید امیرخسروی (زادهٔ ۱۳۴۸ رودبار گیلان - درگذشتهٔ ۳ خرداد ۱۳۹۳ زندان اوین) که با نام امیرمنصور آریا نیز از وی نام برده شده، در شهریور ۱۳۹۰ به اختلاس چندهزار میلیارد تومانی (۲۸۰۰ یا ۳۰۰۰ میلیارد تومان) متهم شد که گفته می‌شود بزرگ‌ترین اختلاس تاریخ ایران تا آن زمان بوده‌است.

## زندگی شخصی
بر طبق اطلاعات ارائه‌شده از جانب دادستان، امیرخسروی با معدل ۱۰٫۴۲ از دبیرستان فارغ‌التحصیل شده‌است. سپس در رشتهٔ مهندسی عمران دانشگاه آزاد واحد زنجان پذیرفته می‌شود و پس از گذراندن ۶ ترم، با معدل ۶٫۲۳ اخراج می‌شود.

## فعالیت‌های اقتصادی
در گزارشی آمده‌است که وی دویست و نودمین فرد ثروتمند جهان بود. ابتدای فعالیت مه‌آفرید امیرخسروی با اداره کردن گاوداری به همراه برادرانش در سال‌های ۱۳۸۴ و ۱۳۸۵ بوده‌است. وی که تا سال ۱۳۷۲ نیز در خدمت سربازی بوده، این واحد دامداری را با استفاده از طرح‌های زودبازده بنیان‌گذاری کرده بود. ادامهٔ فعالیت‌های ایشان با سوءاستفاده از این وام‌ها همراه بود و باعث شد که به فساد مالی روی آورد. همچنین سرمایهٔ آغازین «شرکت توسعهٔ سرمایه‌گذاری امیرمنصور آریا» در ۲۸ خردادماه ۱۳۸۵ برابر با ۵۰ میلیون تومان بوده که بر اساس صورت‌جلسهٔ هیئت مدیرهٔ همین شرکت در تاریخ ۳۰ بهمن ۱۳۸۷ به ۲۰ میلیارد تومان افزایش پیدا کرده‌است.
شرکت توسعهٔ سرمایه‌گذاری امیرمنصور آریا در سال ۸۹ در راستای اجرای اصل ۴۴ قانون اساسی جمهوری اسلامی ایران در اقداماتی مشکوک توانست ۹۴٫۹۶ درصد از سهام ماشین‌سازی لرستان، ۹۵٫۲ درصد از سهام گروه صنعتی فولاد ایران، ۹۵ درصد از سهام مهندسی خط و ابنیهٔ فنی راه‌آهن (تراورس) و ۳۹٫۵ درصد از سهام فولاد اکسین خوزستان را خریداری نماید.
برخی از شرکت‌های زیرمجموعهٔ «توسعهٔ سرمایه‌گذاری امیرمنصور آریا» چنین است:
| - توسعه سرمایه‌گذاری امیرمنصور آریا - شرکت پخش امیرمنصور ایرانیان - گروه صنعتی شیشه مارلیک گیلان - گروه ملی صنعتی فولاد ایران - صنعت آب معدنی داماش گیلان - گروه صنعتی نمونه منصور گیلان - شرکت مشاوره و مدیریت تدبیر منصور - سامانه‌های برنامه‌ریزی منابع کرانه - باشگاه ورزشی داماش ایرانیان - بانک آریا - شفاف شیمی پلاست - صنایع غذایی دریاچه گهر لرستان - آهن و فولاد لوشان - شرکت پی سنگ گستر - شرکت گردشگری و جهانگردی ستاره درخشان درفک - سبک سازان لوشان - ماشین‌سازی لرستان - معدن شکافان تهران | - داماش ترابر ایرانیان - خدمات کشاورزی میثاق گیلان - صنایع غذایی ترچین طبخ ایرانیان - نوآوران صنعت الکترونیک - تجارت گستران منصور - شرکت آریا سنگ زرین ایرانیان - سیمان فاراب شمال - مهندسین مشاور مدیریت پردازش زمان - شرکت خدمات خط و ابنیه فنی - شرکت نوآوران صنعت الکترونیک قم - شرکت تراورس - مروارید درخشان آریا - شرکت گسترش منیزیم آریا - شرکت فولاد اکسین خوزستان - شرکت حمل و نقل جاده‌ای داخلی کالای ایمن ترابر آریا - بیمه طرح ایرانیان - ستارگان امیرمنصور |

## گروه امیرمنصور آریا
برادران امیرخسروی با نام‌های مه‌آفرید، مهرگان، مسعود و مرداویج نفرات اصلی تشکیل‌دهندهٔ این گروه هستند.
همچنین همسران چهار برادر فوق به ترتیب با نام‌های سارا خسروی، طوبی عبدالله‌زاده سیاهکلی، فرشیده تحویلدار اکبری و ثریا افسردیر در فعالیت‌های اقتصادی و به‌ویژه مالکیت سهام شرکت‌ها شرکت داشته‌اند و از این رو دارایی‌های این افراد از سوی قوه قضائیه ضبط و توقیف شده‌است.
مهرگان امیرخسروی و همسرش طوبی عبدالله زاده سیاهکلی از تابستان گذشته در شهر مونترآل کانادا به‌سر می‌برند و امید به اقامت دائم در این کشور را داشتند که ادارهٔ مهاجرت کانادا درخواست اقامت این زوج را نپذیرفته‌است.
وی در اواخر سال ۱۳۸۹ موافقت بانک مرکزی برای تأسیس بانکی با نام «بانک آریا» را جلب و در اسفند همان سال اقدام به پذیره‌نویسی و سپس انتشار آگهی استخدام کارمند کرد. اما در مرداد سال ۱۳۹۰ بانک مرکزی مجوز فعالیت بانک را باطل کرد.

## اتهامات

### اختلاس
او متهم اصلی اختلاس سه هزار میلیارد تومانی بانک صادرات ایران بود که در ۱۵ مرداد ۱۳۹۰ بازداشت گردید.

### تسهیلات ویژه
یکی دیگر از اتهامات علیه وی استفاده از تسهیلات ۴۰۰ میلیارد تومانی از بانک ملی بود که ارائهٔ این تسهیلات بدون وجود هیچ سند و وثیقه‌گذاری انجام گرفته‌است. این مبلغ جدای از اختلاس به‌واسطهٔ گشایش ال‌سی است.

### زمین‌خواری
۲۳۰ هکتار زمین در کیش و صدها هکتار زمین در کاشانک تهران با قیمت ۱۶ ریال برای هر متر مربع در اختیار ایشان قرار گرفته‌است.

## اعدام
سرانجام پس از صدور رأی دادگاه در بامداد ۳ خرداد ۱۳۹۳ حکم اعدام مه‌آفرید امیرخسروی اجرا شد. بر این اساس دادسرای عمومی و انقلاب تهران اعلام کرد، حکم محکومیت به اعدام محکوم علیه زندانی مه‌آفرید امیرخسروی فرزند منصور، سحرگاه روز شنبه، ۳ خرداد ۱۳۹۳ در محل زندان اوین اجرا شد. این حکم سه روز پس از آن‌که وکیل مه‌آفرید خسروی از نامه نوشتن او به سید علی خامنه‌ای خبر داد، اجرا شد.
امیرخسروی در اواخر یکی از جلسات دادگاه اعلام نمود که در جلسهٔ آینده نام کلیهٔ افراد رده‌بالا و بانفوذی را که در این اختلاس به او یاری رسانده بودند افشا خواهد نمود. اما جلسهٔ بعد هرگز برگزار نگردید و حکم اعدام وی بدون رعایت مراحل تشریفاتی که برای اجرای احکام اعدام مرسوم است، اجرا و در بامداد ۳ خرداد ۱۳۹۳ به‌عنوان مفسد فی‌الارض به دار مجازات آویخته شد.